# El Iris del Pueblo
El Iris del Pueblo fue un periódico español editado en Palma de Mallorca durante la segunda mitad del siglo XIX.

## Historia
El diario, de ideología republicana, fue fundado por Joaquim Fiol. Colaborarían como redactores Joan Villalonga Gómez y Miquel Quetglas.
El Iris del Pueblo tuvo varias épocas. Inicialmente se publicó en una primera época, del 28 de febrero al 30 de noviembre de 1855, siendo un periódico demócrata. Volvería a aparecer una segunda etapa, entre 4 de enero de 1869 al 31 de diciembre de 1873. Vinculado durante un tiempo al Partido Republicano Democrático Federal, con posterioridad pasaría a estar vinculado al Partido Demócrata Posibilista de Emilio Castelar, del que fue el órgano de expresión en las Islas Baleares.